# Simon Helberg
Simon Maxwell Helberg (Los Angeles, 9 december 1980) is een Amerikaans acteur en komiek. Hij is bekend van zijn rol als Howard Wolowitz in de serie The Big Bang Theory.